# Vonsild Kirke
Vonsild kirke er en kirke i Vonsild ved Kolding.
Den nuværende kirkebygning er opført i 1824 i nyklassisk stil og afløste en gammel middelalderlig stenkirke fra omkring 1200, oprindelig indviet til Sankt Anna.. Arkitekten var kongelig hofbygmester C.F. Hansen. Grundstenen blev nedlagt den 5. juni af Frederik d.VI, og den blev derfor kaldt Frederikskirken i Vonsild. Indvielse var d. 5. december 1824. Kirkens mure var oprindelig pudset med en rødlig puds, men efter en istandsættelse i 1995 fremtræder kirkens ydre,  som man ser den i dag, som C.F. Hansen tegnede den.
Langhusets flankemure er symmetrisk opbygget med rektangulære vinduer forneden og cirkelvinduer foroven samt afvalmet tag mod øst. Mod vest ses et firkantet tårn som på Vor Frue kirke i København. Tårnet hviler på langhusets vestmur og danner overdel til en pompøs portalindramning omkring vestindgangen, hvilket kan minde om de østjyske styltetårne. Tårnets højde har været noget diskuteret, den nuværende højde er den oprindelige efter C.F. Hansens tegninger, men i 1880 fandt man, at tårnet var for lavt og fik det forhøjet, men ved den seneste restaurering har man ført tårnet tilbage til oprindelig højde. Foran indgangen til kirkegården er opstillet en skulptur fra 1978, Den gode hyrde, af Elise Heide-Jørgensen, som er født og opvokset i Vonsild.
I våbenhuset ses to store præstetavler, hvoraf det fremgår, at stedets først kendte præst var en hr. Rejmarius fra omkring år 1070. Kirkens gamle klokke har ringet i sognet siden 1726. Dåbsfadet er tegnet af billedhuggeren Johannes Bjerg og lavet af sølv, der blev indsamlet i sognet. Kirkens ældste inventar er de to malmlysestager på alteret fra 1663 og 1676. Titusstagen i midten er en gave fra menigheden i anledning af kirkens 100 årsdag i 1924.Døbefonten er anskaffet i 1941. Den er en marmorversion af Bertel Thorvaldsens døbefont i Rejkjaviks domkirke, hugget efter Thorvaldsens død af billedhugger Rasmus Andersen. 
Inventaret er originalt, men prædikestolen, der oprindelig var placeret i kirkens apsis over alteret, blev i 1890'erne flyttet ned i kirkens kor/skib, og væggen i apsis blev dækket af en malet frise, der forestiller Jesu korsgang – efter Thorvaldsens relief i Vor Frue. Frisen er malet af Carl Louis Petersen.Døbefont og relieffer i kirken er alle sammen Thorvaldsen-kopier. I forbindelse med en indvendig istandsættelse vil en del af den indvendige udsmykning forsvinde til fordel for et mere enkelt udtryk.